# Hans Rentmeister junior
Hans Rentmeister (* 1. Februar 1940 in Duisburg) war Generalsekretär des Internationalen Sachsenhausen-Komitees. Als in der Presse seine Tätigkeit für das Ministerium für Staatssicherheit (MfS) thematisiert wurde, trat er zurück.

## Familie
Rentmeisters Eltern waren Opfer des Faschismus. Sein Vater Hans Rentmeister wurde von den Nazis wegen Hoch- und Landesverrats verurteilt, er kam deshalb in die Konzentrationslager KZ Esterwegen und KZ Sachsenhausen. Auch seine Mutter wurde von den Nazis wegen Hoch- und Landesverrats verurteilt und kam in das Gefängnis Hamm.
Großmutter und Geschwister des Vaters waren inhaftiert unter anderem in den KZ Sachsenhausen, Ravensbrück, Börgermoor, Lichtenburg, Moringen, Mauthausen, den Zuchthäusern/Gefängnissen Remscheid-Lüttringhausen, Butzbach, Mülheim an der Ruhr, Hamborn, Anrath, Elberfeld, Vernet (Frankreich), Internierungslager Saint-Cyprien, Amsterdam.

## Leben
Hans Rentmeister arbeitete ab 1960 als Feldwebel und später im Rang eines Oberleutnants bei der Staatssicherheit. Von 1966 bis 1969 studierte er an der Hochschule des Ministeriums für Staatssicherheit in Potsdam Jura. Laut Spiegel lehrte er als Jurist an der Stasi-Hochschule und war vom Ministerium für Staatssicherheit mit Geldprämien und Auszeichnungen bedacht worden. Von Dezember 1989 bis März 1990 war er Regierungsbeauftragter der Modrow-Regierung im Bezirk Rostock.
Vertretungen der ehemaligen Häftlinge des KZ Sachsenhausen aus 18 Ländern wählten Rentmeister 2001 zum Generalsekretär des Internationalen Sachsenhausen-Komitees. Im April 2006 protestierte er öffentlich dagegen, dass der brandenburgische Innenminister Jörg Schönbohm auf einer Gedenkfeier zum 61. Jahrestag der Befreiung des KZ Sachsenhausen auch der Opfer des sowjetischen Speziallagers Sachsenhausen (1945–1950) gedacht hatte. In dem sowjetischen Speziallager waren vorwiegend untere Funktionäre des NS-Regimes, aber auch politisch Missliebige und willkürlich Verhaftete sowie von sowjetischen Militärtribunalen Verurteilte inhaftiert. Rentmeister kritisierte, Schönbohm wolle die nationalsozialistischen Lager mit denen der Sowjetunion gleichsetzen, obwohl dieser einen solchen Vergleich nicht ausdrücklich gezogen hatte.
Unmittelbar danach thematisierten Journalisten Rentmeisters hauptamtliche Tätigkeit für das Ministerium für Staatssicherheit (MfS). Diese war dem Sachsenhausen-Komitee seit 1999 bekannt. Einer breiteren Öffentlichkeit und auch dem Direktor der Stiftung Brandenburgische Gedenkstätten, Günter Morsch, für den Rentmeister Hauptansprechpartner im Sachsenhausen-Komitee für die Veranstaltungen zu den Jahrestagen der Befreiung der Konzentrationslager war, war dies unbekannt. Am 6. Mai 2006 beendete die Stiftung Brandenburgische Gedenkstätten die Zusammenarbeit mit Rentmeister wegen seiner früheren Mitarbeit beim MfS. Kurz danach erklärte Rentmeister, er werde sein Amt als Generalsekretär des Internationalen Sachsenhausen-Komitees vorerst ruhen lassen, doch der Präsident des Internationalen Sachsenhausenkomitees Pierre Gouffault fasste dies als Rücktritt auf und nahm diesen an. Am 23. Mai 2006 bestätigte das Präsidium des Internationalen Sachsenhausenkomitees in Paris Rentmeisters Rücktritt offiziell.